# François Honti
François Honti (en hongrois Honti Ferenc) est un journaliste franco-hongrois, né en 1900 et mort en 1974. Il est cofondateur du Monde diplomatique avec Hubert Beuve-Méry.

## Biographie
François Honti naît à Losoncz (Autriche-Hongrie) le 16 décembre 1900.
De 1929 à 1939, il est correspondant à Paris pour plusieurs journaux hongrois. Il réside pendant la guerre à Genève, où il travaille de 1946 à 1949 comme consul de Hongrie.
En 1954, il crée à Paris, avec Hubert Beuve-Méry, le directeur du Monde, le mensuel Le Monde diplomatique, qu'il dirige de 1954 à 1972.
Il meurt à Suresnes le 17 septembre 1974.